# Institut du pétrole d'Abou Dabi
L’Institut du pétrole d'Abou Dabi (en anglais : Petroleum Institute), officiellement nommée l’université et centre de recherche de l'Institut du pétrole d'Abou Dabi (en anglais : The Petroleum Institute University and Research Center), est une école d'ingénieurs située à Abou Dabi, aux Émirats arabes unis.